# Análisis de la covarianza
El análisis de la covarianza o ANCOVA, acrónimo del inglés analysis of covariance, es un modelo lineal general con una variable cuantitativa y uno o más factores. El ANCOVA es una fusión del ANOVA y de la regresión lineal múltiple. Es un procedimiento estadístico que permite eliminar la heterogeneidad causada en la variable de interés (variable dependiente) por la influencia de una o más variables cuantitativas (covariables). Básicamente, el fundamento del ANCOVA es un ANOVA al que a la variable dependiente se le ha eliminado el efecto predicho por una o más covariables por regresión lineal múltiple. La inclusión de covariables puede aumentar la potencia estadística porque a menudo reduce la variabilidad.

## Ecuaciones

### ANCOVA de un factor
El análisis de un factor es apropiado cuando se dispone de tres o más grupos. En los diseños equilibrados, cada grupo tiene el mismo número de datos (individuos), los cuales idealmente han sido asignados al azar a cada grupo a partir de una muestra original preferiblemente homogénea.

### Calculando la suma de las desviaciones al cuadrado para la variable independienteXy la variable dependienteY
Las sumas de las desviaciones al cuadrado o sumas de cuadrados (SS): {\displaystyle SST_{y}}, {\displaystyle SSTr_{y}}, y {\displaystyle SSE_{y}} deben ser calculadas usando las siguientes ecuaciones para la variable dependiente, Y. La SS para la covariable también debe ser calculada; los dos valores necesarios son {\displaystyle SST_{x}} y {\displaystyle SSE_{x}}.
La suma de cuadrados total define una la variabilidad del total de individuos {\displaystyle n_{T}}:  
{\displaystyle SST_{y}=\sum _{i=1}^{n}\sum _{j=1}^{k}Y_{ij}^{2}-{\frac {\left(\sum _{i=1}^{n}\sum _{j=1}^{k}Y_{ij}\right)^{2}}{n_{T}}}}

La suma de cuadrados para los tratamientos define la variabilidad entre las poblaciones o grupos. {\displaystyle k} representa el número de grupos.
{\displaystyle SSTr_{y}=\sum _{i=1}^{n}\left({\frac {\sum _{j=1}^{k}Y_{ij}^{2}}{k}}\right)-{\frac {\left(\sum _{i=1}^{n}\sum _{j=1}^{k}Y_{ij}\right)^{2}}{n_{T}}}}

La suma de cuadrados del error define la variabilidad residual dentro de cada grupo. {\displaystyle n_{n}} representa el número de individuos en un grupo dado:
{\displaystyle SSE_{y}=\sum _{i=1}^{n}\sum _{j=1}^{k}Y_{ij}^{2}-\sum _{i=1}^{n}\left({\frac {\sum _{j=1}^{k}Y_{ij}^{2}}{n_{k}}}\right)}

La suma de cuadrados total es igual a la suma de cuadrados de los tratamientos y la suma de cuadrados del error (propiedad de aditividad de las sumas de cuadrados y de los grados de libertad, característica del ANOVA).
{\displaystyle SST_{y}=SSTr_{y}+SSE_{y}.\,}

### Cálculo de la covarianza deXeY
La sumas de las covarianzas ({\displaystyle SCT} y {\displaystyle SCE}) definen la covarianza de X e Y.
{\displaystyle SCT=\sum _{i=1}^{n}\sum _{j=1}^{k}X_{ij}Y_{ij}-{\frac {\left(\sum _{i=1}^{n}\sum _{j=1}^{k}X_{ij}\right)\left(\sum _{i=1}^{n}\sum _{j=1}^{k}Y_{ij}\right)}{n_{T}}}}
{\displaystyle SCE=\sum _{j=1}^{k}\left(\sum _{i=1}^{n}X_{ij}Y_{ij}-{\frac {\sum _{i=1}^{n}(X_{ij}Y_{ij})}{n_{n}}}\right)}

### Ajuste de SSTy
Las correlaciones entre X e Y son {\displaystyle r_{T}} para el total y {\displaystyle r_{n}} para el error.
{\displaystyle r_{T}={\frac {SCT}{\sqrt {SST_{x}SST_{y}}}}}
{\displaystyle r_{n}={\frac {SCE}{\sqrt {SSE_{x}SSE_{y}}}}}

La proporción de covarianza es sustraída de la dependiente; valores de {\displaystyle SS_{y}}:
{\displaystyle SST_{y(adj)}=SST_{y}-SST_{y}(r_{T})^{2}\,}
{\displaystyle SSE_{y(adj)}=SSE_{y}-SSE_{y}(r_{n})^{2}\,}
{\displaystyle SSTr_{y(adj)}=SST_{y(adj)}-SSE_{y(adj)}\,}

### Ajuste de las medias de cada grupok
La media de cada grupo es ajustada del siguiente modo:
{\displaystyle M_{y_{i}(adj)}=M_{y_{i}}-{\frac {SCE_{y}}{SCE_{x}}}(M_{x_{i}}-M_{x_{T}})}

### Análisis usando los valores de la suma de cuadrados
Finalmente obtenemos la varianza de los tratamientos libre de la covarianza, donde {\displaystyle df_{Tr}} (grados de libertad de los tratamientos) es igual a {\displaystyle k-1} y  {\displaystyle df_{E}} (grados de libertad del error) es igual a {\displaystyle n_{T}-k-1}. Puede apreciarse que cada covariable elimina un grado de libertad.
{\displaystyle MSTr={\frac {SSTr}{df_{Tr}}}}
{\displaystyle MSE={\frac {SSE}{df_{E}}}}

El estadístico F se obtiene de:
{\displaystyle F_{df_{E},df_{\mathrm {Tr} }}={\frac {MSTr}{MSE}}}